# ルーカス・ボジェ
ルーカス・アリエル・ボジェ（Lucas Ariel Boyé , 1996年2月28日 - ）は、アルゼンチン・サンタフェ州サングレゴリオ出身のサッカー選手。グラナダCF所属。ポジションはFW。

## クラブ経歴
2014年にCAリーベル・プレートのトップチームに昇格。7月28日のコパ・アルヘンティーナのフェロカリル・オエステ戦でプロデビュー。2年間リーベルでプレーし、2016年から2年間はローン移籍でニューウェルズ・オールドボーイズでプレー。
2016年2月1日、トリノFCと契約し、同年夏より加入することが決定。2016-17シーズンはセリエAで30試合に出場するも1ゴールで終了。翌2017-18シーズンも11試合ノーゴールと奮わず、2018年1月にセルタ・デ・ビーゴに放出されて以降は、毎シーズンごとにローン移籍を繰り返すシーズンを送る。
2020年9月21日、エルチェCFに4度目のローン移籍が決定。30日のSDエイバル戦で加入後初ゴールを決め、敵地で1-0の勝利に導いた。
2021年5月13日、エルチェCFは買取オプションを行使したことを発表した。
2023年8月30日、グラナダCFへ移籍し、4年契約を結んだ。

## 代表経歴
2022年3月25日、親善試合のベネズエラ代表戦にてアルゼンチン代表での初キャップを刻んだ。